# ポンパノビーチ (フロリダ州)
ポンパノビーチ（英: Pompano Beach）は、アメリカ合衆国フロリダ州南部ブロワード郡の都市。人口は11万2046人（2020年）。大西洋に面しており、フォートローダーデールの北に位置している。近くにあるヒルズボロ入り江は大西洋沿岸内水路の一部となっている。
現在は市の改革を目指してこれまで放置されていた海浜の再開発の真っ最中である。CNNの雑誌「マネー」やダウ・ジョーンズ社の新聞「ウォールストリート・ジャーナル」に拠れば、国内でもトップクラスのバケーション地として不動産市場でも上位に位置付けられている。市内にあるポンパノビーチ空港はグッドイヤー軟式飛行船の「スピリット・オブ・イノベーション号」の母港である。

## 歴史
ポンパノビーチの名前はフロリダ州の大西洋岸近くで見つけられた魚「ポンパノ」 (Trachinotus carolinus)から付けられた。
少なくとも1880年代半ばからこの地域には開拓者が散開して住んでいたが、最初の文書に残る住人はジョージ・バトラーとフランク・シーンであり、その家族が鉄道従業員として1896年にこの地に到着した。最初の列車は1896年2月22日にこの小さなポンパノ開拓地に到着した。シーンが地域の測量を行い食事に使った魚の名前を書きとめて、そのポンパノという名前を地域社会に付けたと言われている。鉄道が延伸されたことで海岸より西の地域の発展に繋がった。1906年、ポンパノは新設されたパームビーチ郡では最南端の居住地となった。この年、海浜にヒルズボロ灯台が建設された。
1908年7月3日、当時のデイド郡（現在のマイアミ・デイド郡）の中に新しい自治体としてポンパノ町が編入された。ジョン・R・ミゼルが初代町長になった。1915年、ヒルズボロ運河の北の境界としてブロワード郡が新設された。ポンパノが属する郡としては9年間のうちに3つ目のものになった。1920年代にフロリダで土地ブームが起きたときにポンパノも著しく成長した。
第二次世界大戦による人口の急増に続いて、1947年にポンパノは海浜に新しく形成された自治体と合併して、ポンパノビーチ市となった。1950年、市の人口は5,682人だった。フロリダ州南東部の大半の都市と同様に、アメリカ合衆国北部から多くの人々が移転してきたのでポンパノビーチは20世紀後半に大きく成長した。少なからぬ季節住人もこの地域で冬を過ごした。
2004年、初の公式ポンパノ市長としてジョン・レイソンが選出された。2008年には自治体化100周年を祝った。
近年、都心の荒廃の一例としてあった市の海浜近くの衰退した地域を活性させる動きが契機となり、数十億ドルの建設ブームが続いている。地域社会再開発局が設立され、東大西洋/海浜回廊や古い中心街、さらにハモンドビル/マーティン･ルーサー・キング回廊の再開発を担当している。

## 地理
ポンパノビーチは北緯26度14分5秒 西経80度7分32秒 / 北緯26.23472度 西経80.12556度に位置する。

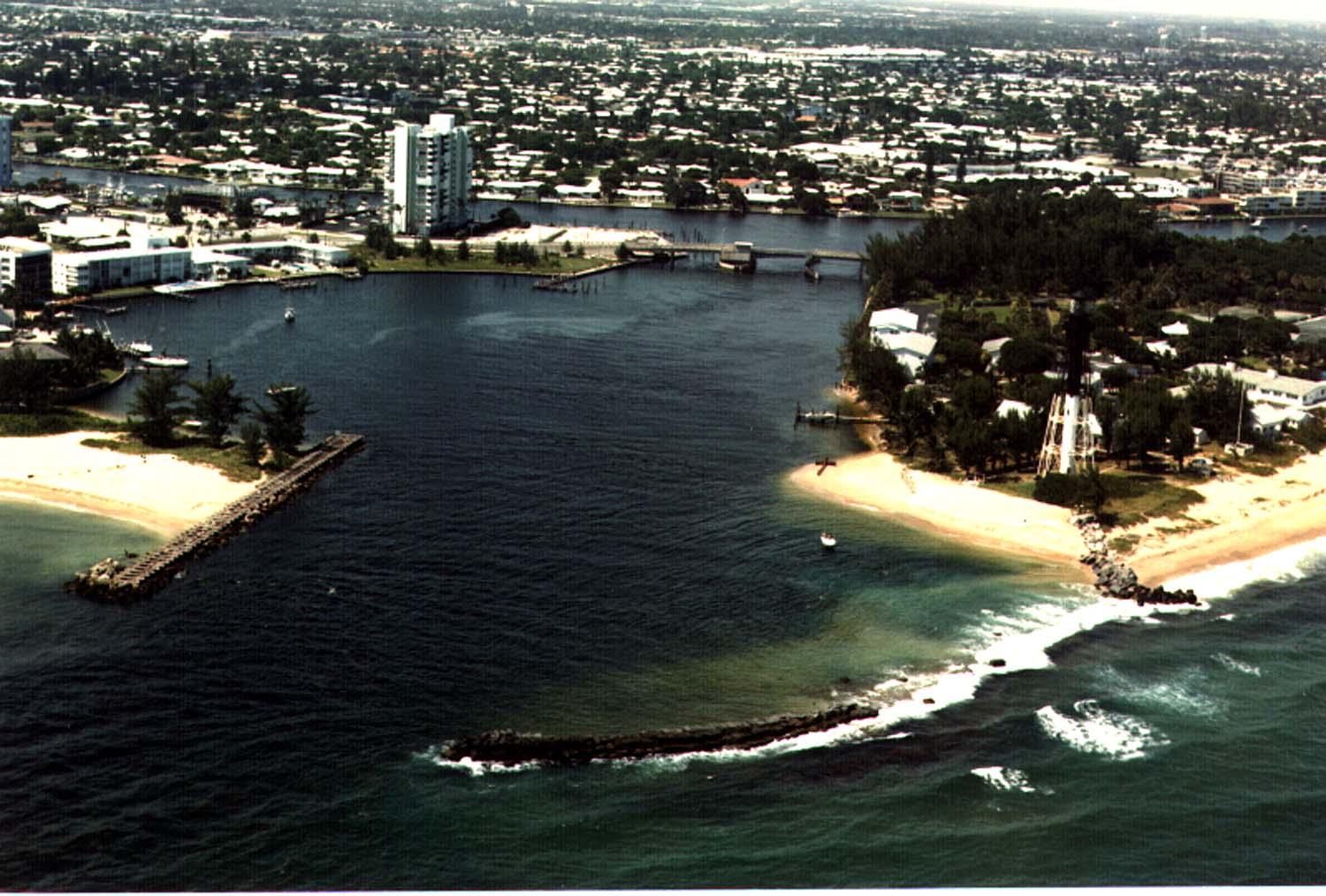
ヒルズボロ入江

アメリカ合衆国国勢調査局による報告では、市域全面積は22.15平方マイル (57 km²) で、このうち陸地が20.55平方マイル (53 km²) であり、水域は1.55平方マイル (4 km²)、水域率は7.22%である。
ポンパノビーチは大西洋岸に沿ったブロワード郡の北東部にある。州道A1Aとテラマー・ドライブの交差点からヒルズボロ入江まで海浜が約5 km伸びている。隣接する自治体としては、北東にヒルズボロビーチとライトハウスポイント、北にディアフィールドビーチ、西にココナッツクリーク、南西にマーゲイトとノースローダーデール、南にフォートローダーデール、南東にローダーデール・バイ・ザ・シーがある。

## 交通
- ポンパノビーチ駅には通勤列車トライレールが停車する。

## 人口動態
以下は2006年の推計データである。
| 基礎データ - 人口: 78,191人 - 世帯数: 35,197世帯 - 家族数: 18,443家族 - 人口密度: 1,469.1人/km2（3,804.4人/mi2） - 住居数: 44,496軒 - 住居密度: 836.0軒/km2（2,165.0/mi2） 人種別人口構成 - 白人: 58.09% - アフリカン・アメリカン: 32.21% - ネイティブ・アメリカン: 0.33% - アジア人: 1.46% - 太平洋諸島系: 0.16% - その他の人種: 4.35% - 混血: 3.40% - ヒスパニック・ラテン系: 18.21% 年齢別人口構成 - 18歳未満: 17.7% - 18-24歳: 7.4% - 25-44歳: 29.1% - 45-64歳: 22.5% - 65歳以上: 23.4% - 年齢の中央値: 42歳 - 性比（女性100人あたり男性の人口） - 総人口: 97.3 - 18歳以上: 96.2 | 世帯と家族（対世帯数） - 18歳未満の子供がいる: 17.4%） - 結婚・同居している夫婦: 37.4% - 未婚・離婚・死別女性が世帯主: 10.9% - 非家族世帯: 47.6% - 単身世帯: 38.6% - 65歳以上の老人1人暮らし: 17.1% - 平均構成人数 - 世帯: 2.13人 - 家族: 2.85人 収入と家計 - 収入の中央値 - 世帯: 36,073 米ドル - 家族: 44,195米ドル - 性別 - 男性: 31,162米ドル - 女性: 26,870米ドル - 人口1人あたり収入: 23,938米ドル - 貧困線以下 - 対人口: 17.0% - 対家族数: 13.1% - 18歳未満: 30.1% - 65歳以上: 9.4% |

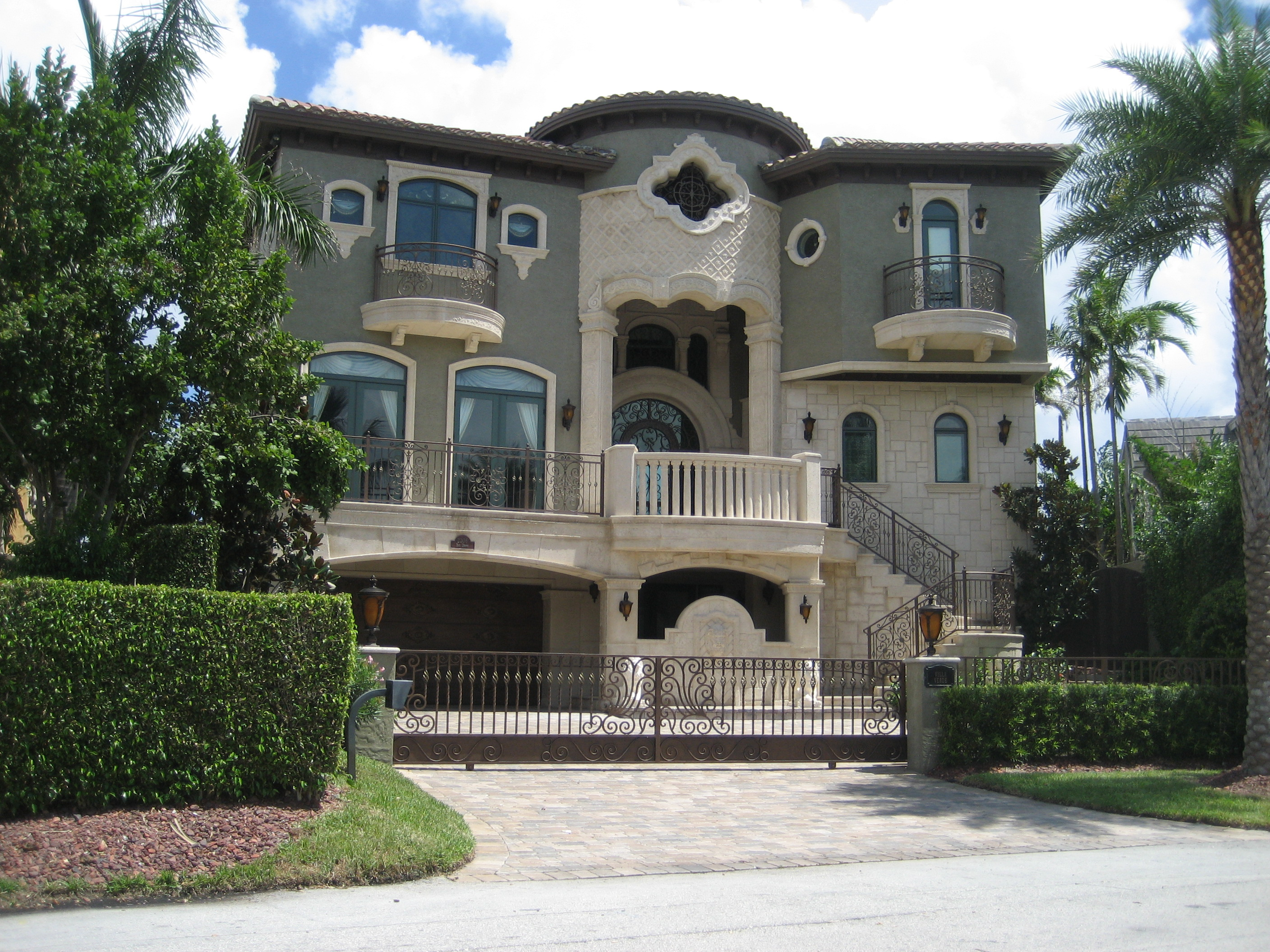
ポンパノビーチにある邸宅

ポンパノビーチが他の地域を併合する前の2000年時点でハイチ出身の人口構成比は5.90％と全米で第33位だった。ブラジル出身者は1.10％で全米第25位だった（カリフォルニア州コルテマデラやニュージャージー州デルランと同率）。
2000年時点で英語を第1言語として話す人口構成比は76.38％、スペイン語は9.34％、ハイチ語6.16％、フランス語2.35％、ポルトガル語1.52％、ドイツ語0.97％、イタリア語0.88％となっていた。

## メディア
ポンパノビーチはマイアミ・フォートローダーデール・ハリウッドメディア市場に属している。この市場はラジオでは全米で第12位、テレビでは第17位の規模である。主要日刊紙は「サウスフロリダ・サンセンティネル」と「ザ・マイアミ・ヘラルド」であり、スペイン語では「エル・センティネル」と「エル・ヌエボ・ヘラルド」である。「ポンパノ・ペリカン」という週刊新聞もある。

## 著名な出身者と住人
- レロイ・ブラウン - プロレスラー
- アル・ゴールドスタイン - ポルノグラファー、雑誌「スクリュー」の元発行者
- ケルシー・グラマー - 俳優、NBCのテレビ番組『そりゃないぜ!? フレイジャー』と『チアーズ』のフレイジャー・クレイン役
- パオロ・グレゴレット - メタルバンド「トリヴィアム」のベース奏者
- ラマー・ジャクソン - NFL選手
- エディー・ジョーンズ - NBA選手
- ジョーダン・パンディク - ポップパンクバンドニュー・ファウンド・グローリー」のリードボーカル
- ジェイク・ロバーツ - プロレスラー
- エスター・ローレ - 女優

## 姉妹都市
- イタジャイ（英語版）、ブラジル連邦共和国
- サン・クレメンテ・デル・トゥユー（英語版）、アルゼンチン共和国
- テルモリ、イタリア共和国